# 巴閬縣
巴閬縣，是明代交阯承宣布政使司順化府順州下轄的一個縣，其境內有婆溪山、羅密山，均產香木；又有典更江，自婆雞山發源，流入順化江，入於海。

治所約在今越南廣治省海陵縣和肇豐縣的北部。

## 沿革
- 漢代為日南郡比景縣地[3]。
- 永樂五年（1407年）六月癸未置，屬順化府順州[4][5][6][7][8][9]。
- 永樂十七年九月丙辰，並利調縣、安仁縣、不蘭縣、巴閬縣四縣入順州[10][11]。